# Magic Arch
Magic Arch (Russisch: Полное погружение) is een Russische komische computergeanimeerde film. Na The Big Trip is dit de tweede animatiefilm geregisseerd door Vasili Rovenski.

## Plot
Een jonge dolfijn met een levendige fantasie woont in Vissenstad. Samen met zijn vrienden moet hij Vissenstad redden, wanneer kwaadaardige moeralen deze willen veroveren.

## Stemverdeling

### Nederlandse/Vlaamse stemmen
- Ricardo Blei (NL) & Lennart Lemmens (VL) als Davey, een blauwe verlegen dolfijn met heel veel fantasie.
- Juliann Ubbergen als Mees, een gele koraalvlinder en de beste vriend van Davey.
- Sarah Nauta als Mia, een roze dolfijn en de crush van Davey.
- Marlies Bosmans als Dora, een donkerbruine dolfijn en de beste vriendin van Mia.
- Simon Zwiers als Octavio, Mia's adoptievader en burgemeester van Vissenstad, een gigantische octopus / als Moeralius, de leider van de kwaadaardige moeralen.
- Roos van der Waerden als Celine, Mia's adoptiemoeder en echtgenote van Octavio, een maanvis.
- Leo Richardson als Dolfius, Davey's vader waarvan iedereen denkt dat hij niet meer leeft.
- Joost Claes als Nik, een zeer slimme en gemene moeraal.
- Ivan Pecnik als Arthur, de betweterige leider van de dolfijnen en de crush van Dora / als Bob, een moeraal en één van Nik's domme jongere broers.
- Ewout Eggink als Demetra, een wijze oude vrouwelijke karetschildpad met een mannenstem.
- Paul Disbergen als Ludo, een zeeduivel die wraak wil nemen op Octavio.
- Peter Thyssen als Ray, een gevlekte adelaarsrog die korte verschijningen maakt / als Piet, een moeraal en één van Nik's domme jongere broers.
- Jelle Amersfoort als Beta, een lid van Arthur's bemanning.
- Trevor Reekers als Gamma, een lid van Arthur's bemanning.
- Franky Rampen als overige leden van Arthur's bemanning

### Engelse stemmen
- Stephen Ochsner als Davey (Delphi)
- Danila Medvedev als Mees (Zeb)
- Liza Klimova als Mia
- Jacqueline Efremova als Dora
- Bruce Grant als Octavio
- David Grout als Nik / Arthur (Alpha)
- Daniel Barnes als Demetra
- Timothy Sell als Bob / Piet (Pete)

### Russische stemmen
- Aleksej Vorobjov als Davey (Delphi)
- Diomid Vinogradov als Mees (Zeb) / Demetra (Dimetra) / Ludo (Udo)
- Polina Gagarina als Mia (Miya)
- Irina Kireeva als Dora
- Philip Kirkorov als Octavio (Octavian)
- Larisa Brokhman als Celine (Selena)
- Konstantin Karasik als Dolfius / Bob
- Sergey Terre als Nik / Beta (Betta)
- Mikhail Khrustalev als Arthur (Alfa)
- Stanislav Strelkov als Moeralius (Murenius) / Ray (Scat)
- Anton Eldarov als Piet (Pit) / Gamma
- Vasilisa Sorokina als vrouwelijke doktersvissen